# 丹绒峇劳
丹绒峇劳是马来西亚柔佛州哥打丁宜县的一座市鎮。

## 軼事
2019年4月，丹絨峇劳海岸發生漏油事件，約有300噸船用燃油洩漏，洩漏範圍達4海里。